# 近鉄3200系電車
近鉄3200系電車（きんてつ3200けいでんしゃ）は、近畿日本鉄道（近鉄）の保有する一般車両（通勤形電車）。電算記号はKL（0番台）である。

## 概要
京都市営地下鉄烏丸線乗り入れ車両として、1986年1月に4両編成3本の計12両が登場した。本系列の登場に伴って、800系の一部車両が伊賀線に転属している。
近鉄では1984年にVVVFインバータ制御方式の試作車として1250系（改番後は1420系）を大阪線に投入し、その運用成果を基に通勤車の新設計が確立された。この結果を基に各部仕様変更を加えて、近鉄では初の量産型VVVFインバータ制御車両として登場したのが本形式である。
8000系8069Fで試験採用されたアルミニウム合金車体を本格的に採用し、新塗装や左右対称となった中間車の窓配置など、以降の近鉄一般車両の標準となった仕様が多く取り入れられている。各部仕様は車体材質を除けば大阪線・名古屋線用急行車の5200系にも採用された。

## 構造
奈良線系統や特急車では標準の最大車体幅2,800mmの大型車体を引き続き採用した。車両材質にアルミニウム合金を採用したことで、当時の最新鋭一般車両である8810系と比較して1両あたり約4tの軽量化を実現している。京都市営地下鉄乗り入れの関係から車体長は汎用型特急車両と同じ20500mmとなっており（他の一般車両は20720mm）、その分連結面の長さが短い。
前面は非対称のデザインとなり、左曲面ガラスを備えて車体上部を若干傾斜させた「く」の字型の断面で、地下鉄線走行を考慮して貫通扉は中心部より左側に寄せられた非常扉とされ、緊急脱出用に特化している。また、この部分の車両番号表記も他の車両とは異なり、運転席窓右下に記されている。
塗装は一般車では初めてマルーンとシルキーホワイトの塗装となり、後に在来車も本系列に合わせて塗装変更され、専用色が採用された東大阪線（現・けいはんな線）およびシリーズ21を除いた近鉄一般車の標準塗装となった。また、窓回りのマルーン部分の面積も他の一般車各形式と比較してやや広めに取られている上、先頭部分は斜めになっている。なお、本系列では落成当初から裾部のマルーン塗装は省略されている。
車内はロングシートで、インテリア面では内装材は1420系と同様にサンドウェーブ柄の化粧板に、マルーン調の床材を引き続き採用しているが、ロングシートの仕様はひじ掛けが化粧板仕上げとなった新しいものに変更されており、以上の車内デザインはシリーズ21登場まで近鉄一般車両の標準仕様となった。

## 増備車
1987年1月に2次車の3204F - 3206Fが製造され、初期車を含めた3201F - 3206Fは1988年の京都市営地下鉄烏丸線乗り入れ開始に際し、1987年11月に3次車2両を中間に組み込んで6両固定編成化され、車体側面のVVVFマーク貼付が行われたが、6両固定編成化による電算記号の変更は省略されている。
1988年12月竣功の4次車である3207F（KL07）は新製時から6両編成で落成し、近鉄の一般車では初の編成単位で英文字併記の方向幕を採用した。

## 機器類
電気指令式ブレーキを採用し、奈良線走行時の非常時を考慮してブレーキ読替装置を備えているが、連結器は他形式と併結しないことから電気連結器を省略した密着連結器を装備している。運転台は登場時の3000系と同じくコンソールタイプで、横軸2ハンドルの操作系を採用した。

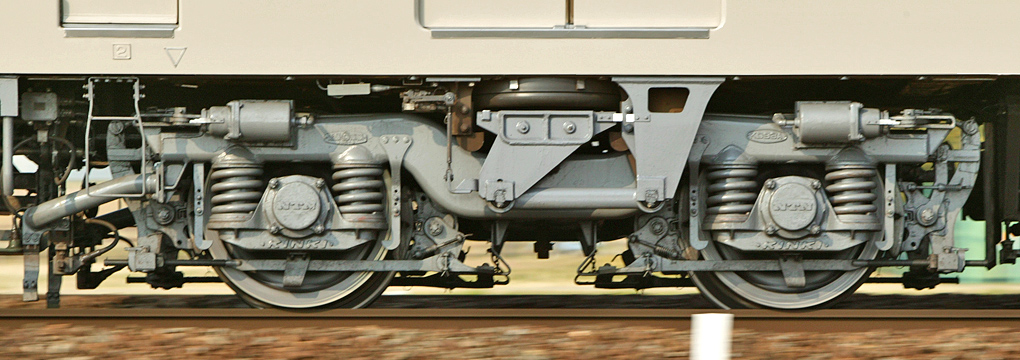
KD93A形台車

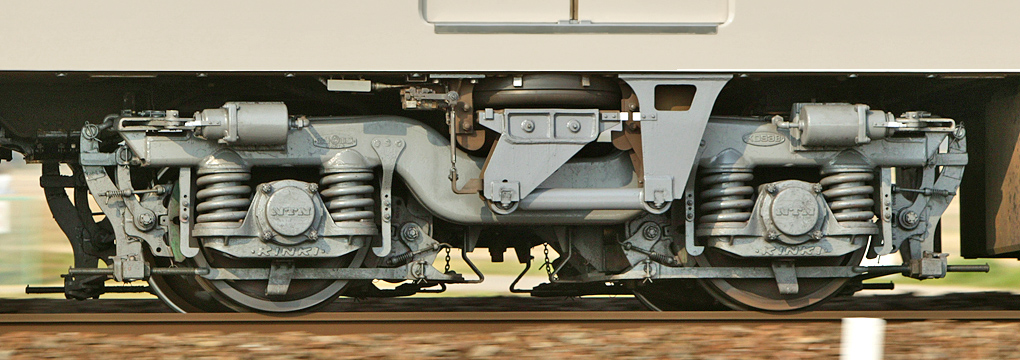
KD93B形台車

主電動機の出力は165 kW 、制御装置は1C4M制御のGTO-VVVFインバータ制御装置を搭載している。
歯車比は1986年（昭和61年）製が5.73、1987年（昭和62年）製以降が6.31と異なるが、いずれも営業最高速度105 km/hを確保している。 
制動装置には3000系や8800系以降の近鉄車両で標準となった回生ブレーキと、奈良線の山岳区間運用を考慮して抑速ブレーキを併せて標準装備しており、標準軌線の全線での走行を可能とする。
以上の機器設計に基づく電動車負担による回生制動と、前述の車体軽量化により、在来車と比較して約40 %の消費電力削減を図った。台車は両抱き踏面制動方式のシュリーレン式空気バネ台車である近畿車輛製KD-93系を装着。
集電装置は各電動車の京都寄りに1基ずつ搭載するが、モ3800形は6両化の際に奈良寄りにも増設して1編成4基搭載とされた。

## 改造
車体更新

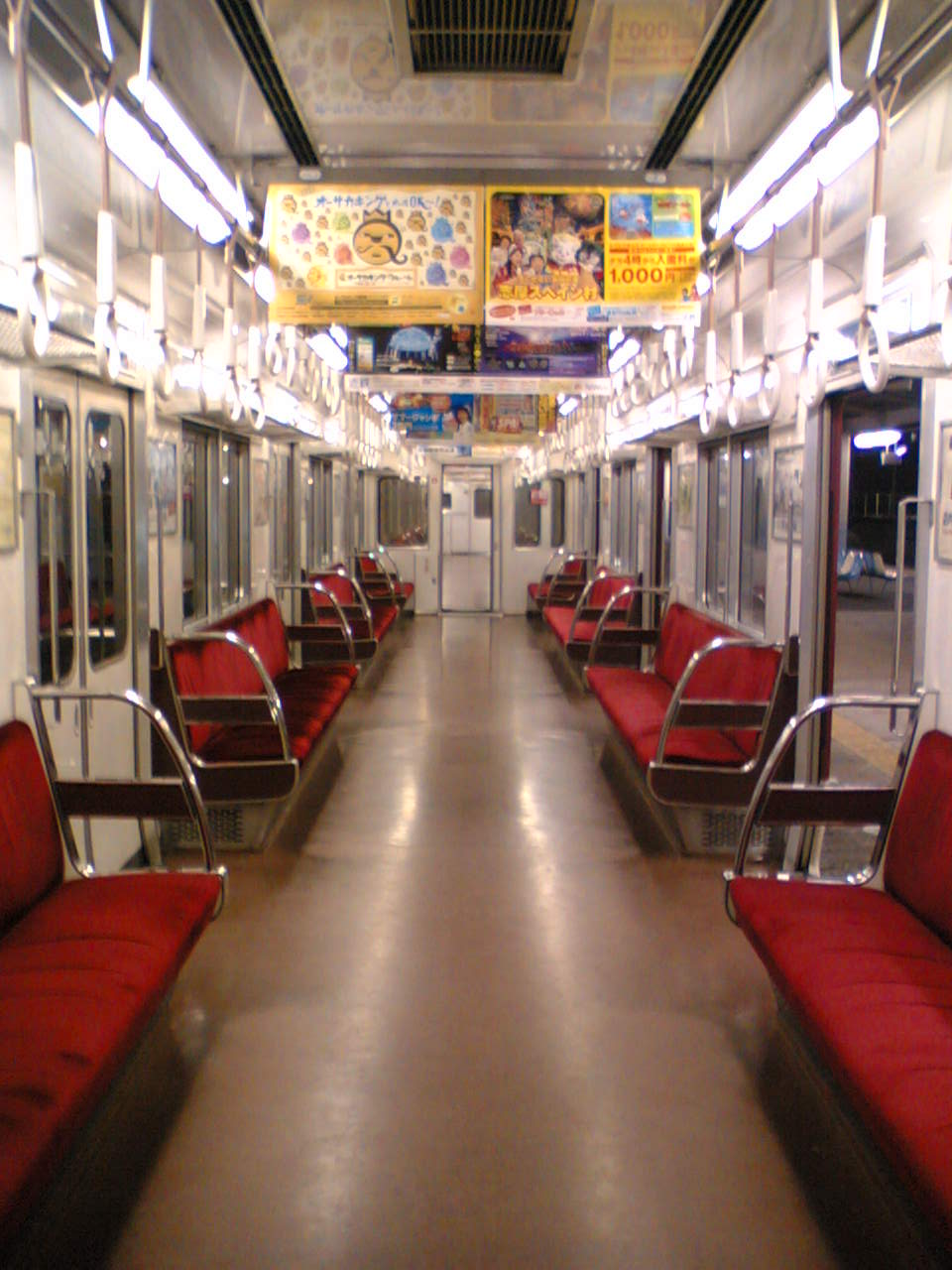
3200系(室内・登場時)

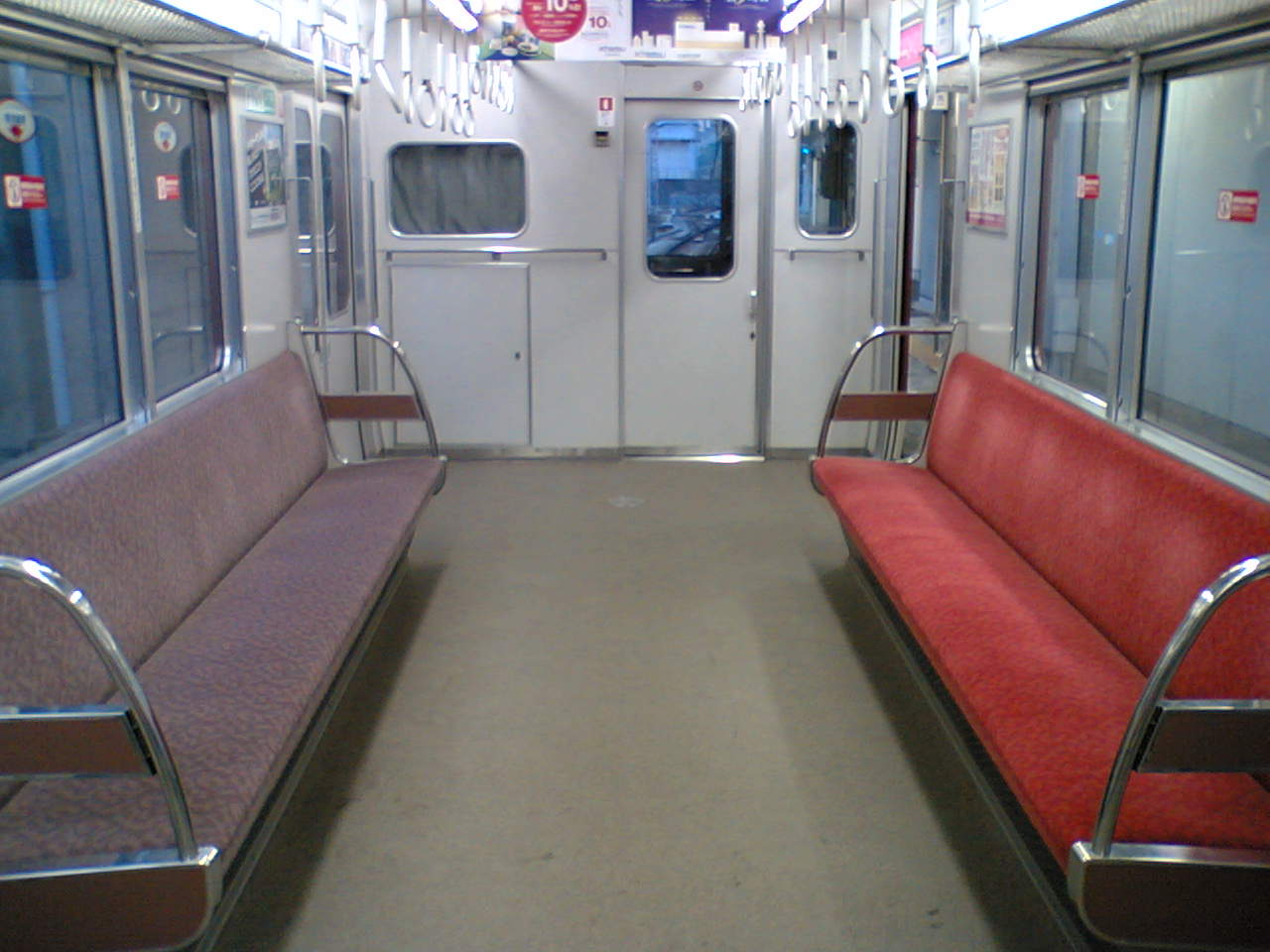
3200系(室内・更新工事後)
壁化粧板、床表面材、座席のクッションと表皮のモケットなどが交換されている。

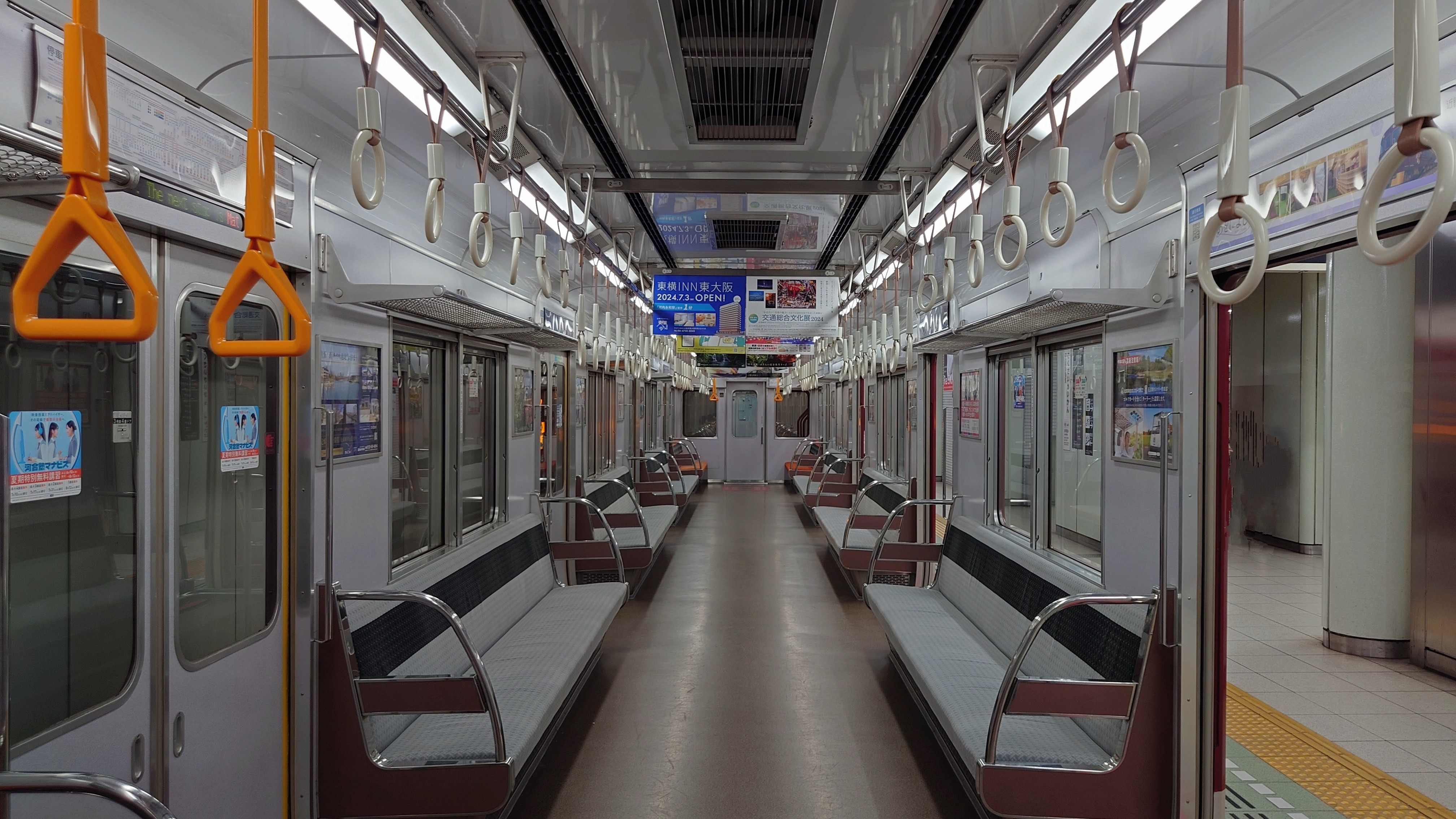
座席モケット・優先席付近のつり革が交換された車内(3201F)

2007年1月から2009年2月にかけて全編成に車体の内外装材交換と各車両の車椅子スペース整備とバリアフリー対応改造を中心とする車体更新が高安検修センターにて行われた。
その他の改造
車体更新とは別に、全編成に車体連結部の転落防止幌設置と車体側面のVVVFマーク撤去と優先席前のつり革交換も行われた。
|       | 車体更新出場 | 転落防止幌設置 |
| ----- | ------------ | -------------- |
| 3201F | 2007年11月   | 2006年8月      |
| 3202F | 2007年1月    | 車体更新時     |
| 3203F | 2008年7月    | 2006年9月      |
| 3204F | 2007年7月    | 2006年10月     |
| 3205F | 2008年11月   | 設置済         |
| 3206F | 2008年2月    | 2006年8月      |
| 3207F | 2009年2月    | 設置済         |

## 配置
2019年4月現在、7編成42両が西大寺検車区に配置されている。

## 運用
運用は3220系と共通で増解結のない列車に限られた運用が組まれており、主に京都線系統（京都駅 - 近鉄奈良駅・橿原神宮前駅）と地下鉄烏丸線で運行されるが、両系列合わせて車両数に余裕があるため近鉄線内で完結する運用や、乗り入れ費用の兼ね合いにより地下鉄烏丸線内の区間列車にも運用される（その場合は京都線直通列車と違い、種別表示のない黒地白抜き文字の烏丸線専用幕が使用される）。この他にも検査入場時や試運転時には大阪線、大阪難波駅での折り返しのため電留線のある阪神なんば線桜川駅まで走行する。阪神線に対応した保安装置が搭載されていないため、桜川駅以西へは入線できない。
主な運転区間と種別
- 京都市営地下鉄烏丸線
- 京都線 - 急行・準急・普通
- 橿原線・天理線 - 急行
- 難波線・奈良線 - 急行・区間準急・普通

補足
- 京都線は京都駅 - 竹田駅を含む。近鉄宮津駅以北に限り6両編成運転の準急・普通列車でも運用。
- 奈良線では、6両編成運転に限り大阪難波駅折り返しの急行・準急・区間準急・普通に使われることがある。
- 1992年のダイヤ変更で奈良線大和西大寺駅以西（大阪難波方面）へ乗り入れる運用は一度消滅したが、2000年3月のダイヤ変更で復活した。

地下鉄対応車両としては珍しく山岳トンネル（奈良線・新生駒トンネル、新向谷トンネル）を走行する。1988年の地下鉄烏丸線相互直通開始時には記念装飾が施されていた。

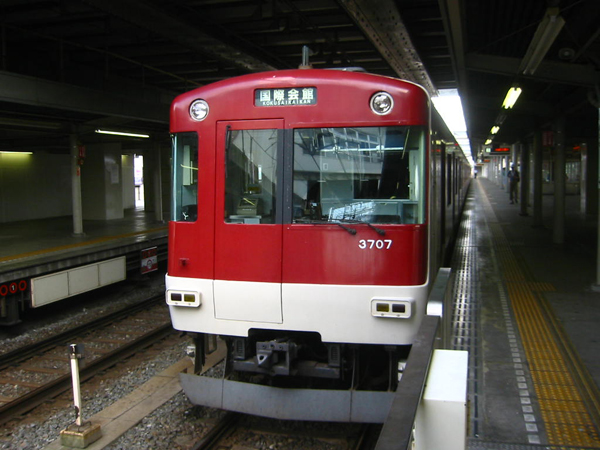
京都市営地下鉄烏丸線国際会館行き普通（地下鉄区間内列車）3207F
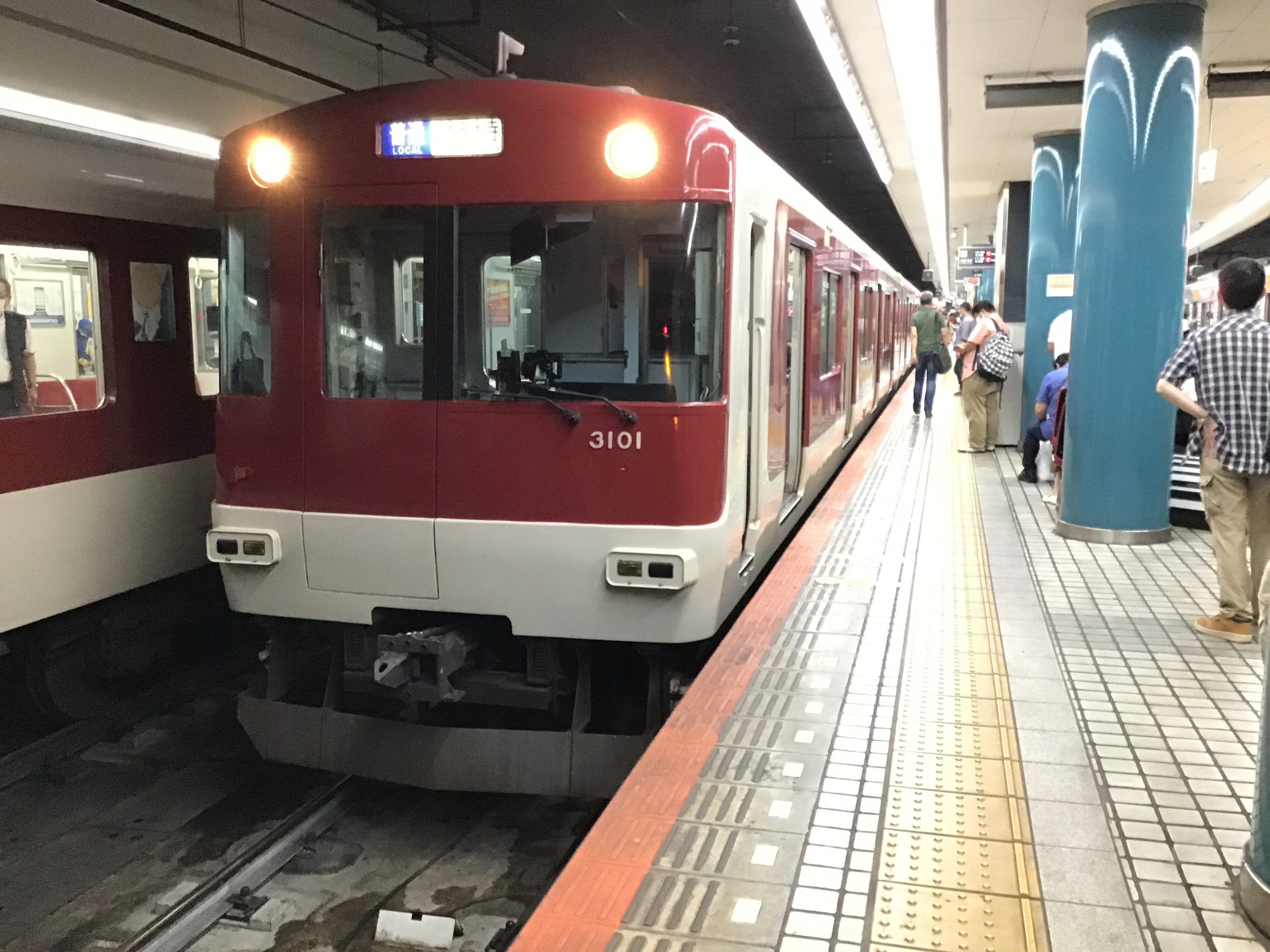
近鉄奈良線の普通大和西大寺行きの3201F

## 編成
| 形式     | ← 奈良・天理・橿原神宮前 国際会館・京都・大阪難波 → | ← 奈良・天理・橿原神宮前 国際会館・京都・大阪難波 → | ← 奈良・天理・橿原神宮前 国際会館・京都・大阪難波 → | ← 奈良・天理・橿原神宮前 国際会館・京都・大阪難波 → | ← 奈良・天理・橿原神宮前 国際会館・京都・大阪難波 → | ← 奈良・天理・橿原神宮前 国際会館・京都・大阪難波 → |
| 形式     | ク3100                                              | モ3200                                              | モ3400                                              | サ3300                                              | モ3800                                              | ク3700                                              |
| 車両写真 |                                                     |                                                     |                                                     |                                                     |                                                     |                                                     |
| 号車     | 1                                                   | 2                                                   | 3                                                   | 4                                                   | 5                                                   | 6                                                   |
| 区分     | Tc                                                  | M                                                   | M                                                   | T                                                   | M                                                   | Tc                                                  |
| -------- | --------------------------------------------------- | --------------------------------------------------- | --------------------------------------------------- | --------------------------------------------------- | --------------------------------------------------- | --------------------------------------------------- |
| KL01     | 3101                                                | 3201                                                | 3401                                                | 3301                                                | 3801                                                | 3701                                                |
| KL02     | 3102                                                | 3202                                                | 3402                                                | 3302                                                | 3802                                                | 3702                                                |
| KL03     | 3103                                                | 3203                                                | 3403                                                | 3303                                                | 3803                                                | 3703                                                |
| KL04     | 3104                                                | 3204                                                | 3404                                                | 3304                                                | 3804                                                | 3704                                                |
| KL05     | 3105                                                | 3205                                                | 3405                                                | 3305                                                | 3805                                                | 3705                                                |
| KL06     | 3106                                                | 3206                                                | 3406                                                | 3306                                                | 3806                                                | 3706                                                |
| KL07     | 3107                                                | 3207                                                | 3407                                                | 3307                                                | 3807                                                | 3707                                                |
| 搭載機器 | SIV                                                 | CONT CP PT                                          | CONT PT                                             |                                                     | CONT CP PT×2                                        | SIV                                                 |
| 台車     | KD93A                                               | KD93 KD93B                                          | KD93C                                               | KD93D                                               | KD93 KD93B                                          | KD93A                                               |
| 自重     |                                                     |                                                     |                                                     |                                                     |                                                     |                                                     |

凡例
- Tc…制御車、M…電動車、T…付随車
- CONT…VVVFインバータ制御装置、SIV…静止型インバータ電源
- CP…電動空気圧縮機、PT…集電装置